# Remda-Teichel
Remda-Teichel is een voormalige gemeente in de Duitse deelstaat Thüringen die deel uitmaakte van de Landkreis Saalfeld-Rudolstadt.

## Geschiedenis
Omstreeks 1300 lieten de graven van Schwarzburg een 300 x 300 meter groot, ommuurd stadje bouwen, Remda. Het ligt 9 km ten west-noordwesten van Rudolstadt. 
Ongeveer even groot, maar ouder (hoewel het pas in of vóór 1417 stadsrechten verwierf) is Teichel. Dit ligt 8 km ten noorden van Rudolstadt, aan de B85. Door stadsbranden is van de vóór ca. 1850 ontstane bebouwing van Teichel nagenoeg niets bewaard gebleven.
Aan het eind van de Tweede Wereldoorlog kwamen bij Remda enige gevangenen uit concentratiekamp Buchenwald om het leven. Zij stierven door de ontberingen, die zij moesten lijden tijdens een dodenmars. Te hunner nagedachtenis is in Remda een monument opgericht.
Remda en Teichel vormden van 1 januari  1997 tot en met 2018 een aparte gemeente Remda-Teichel. Op 1 januari 2019 werden beide voormalige stadjes stadsdelen van Rudolstadt.

## Galerij

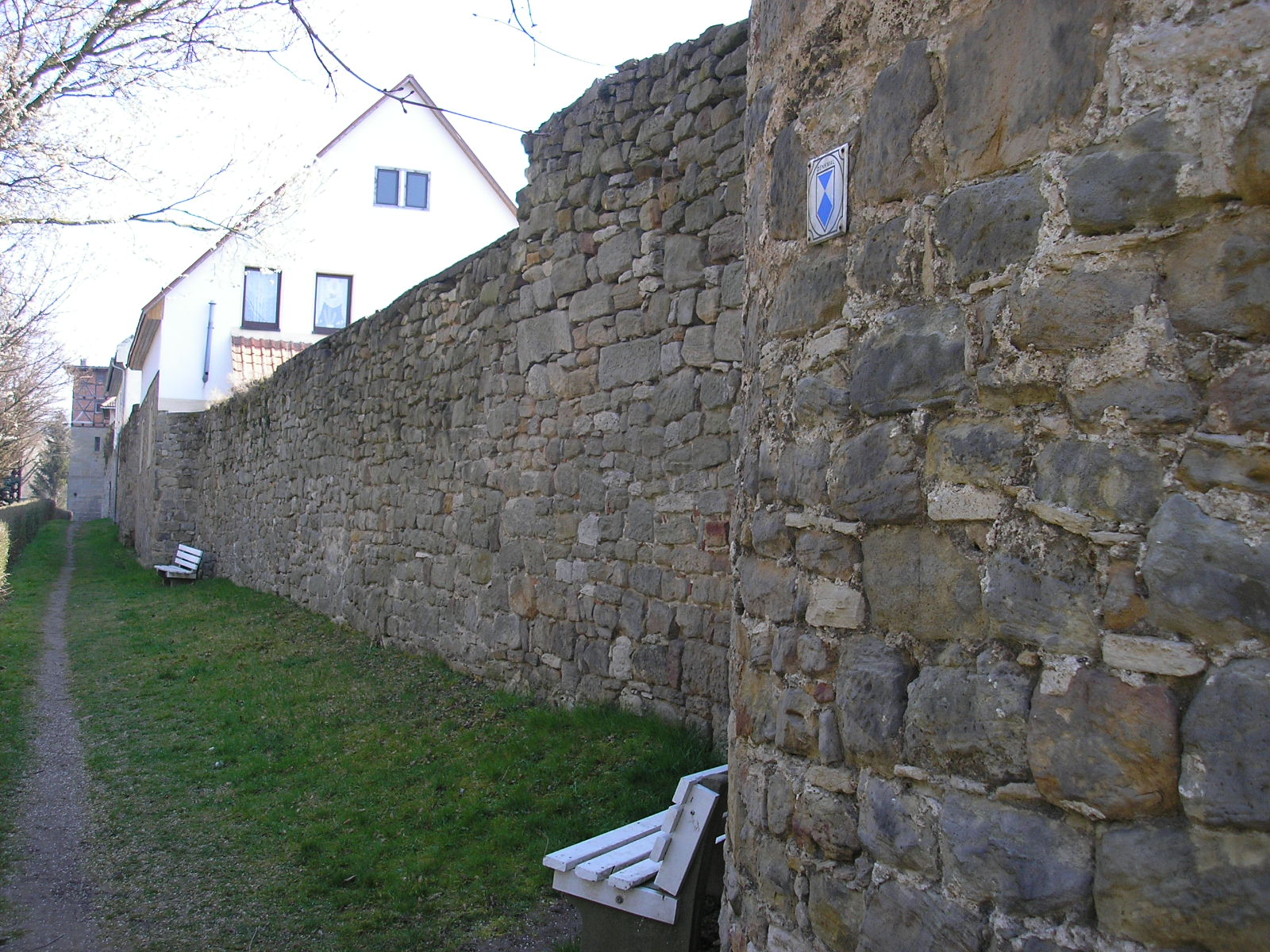
Restant van de stadsmuur van Remda
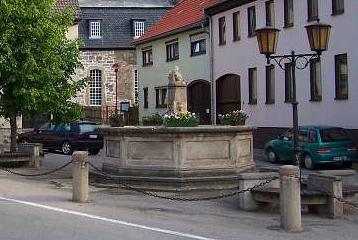
Fontein in het centrum van Remda
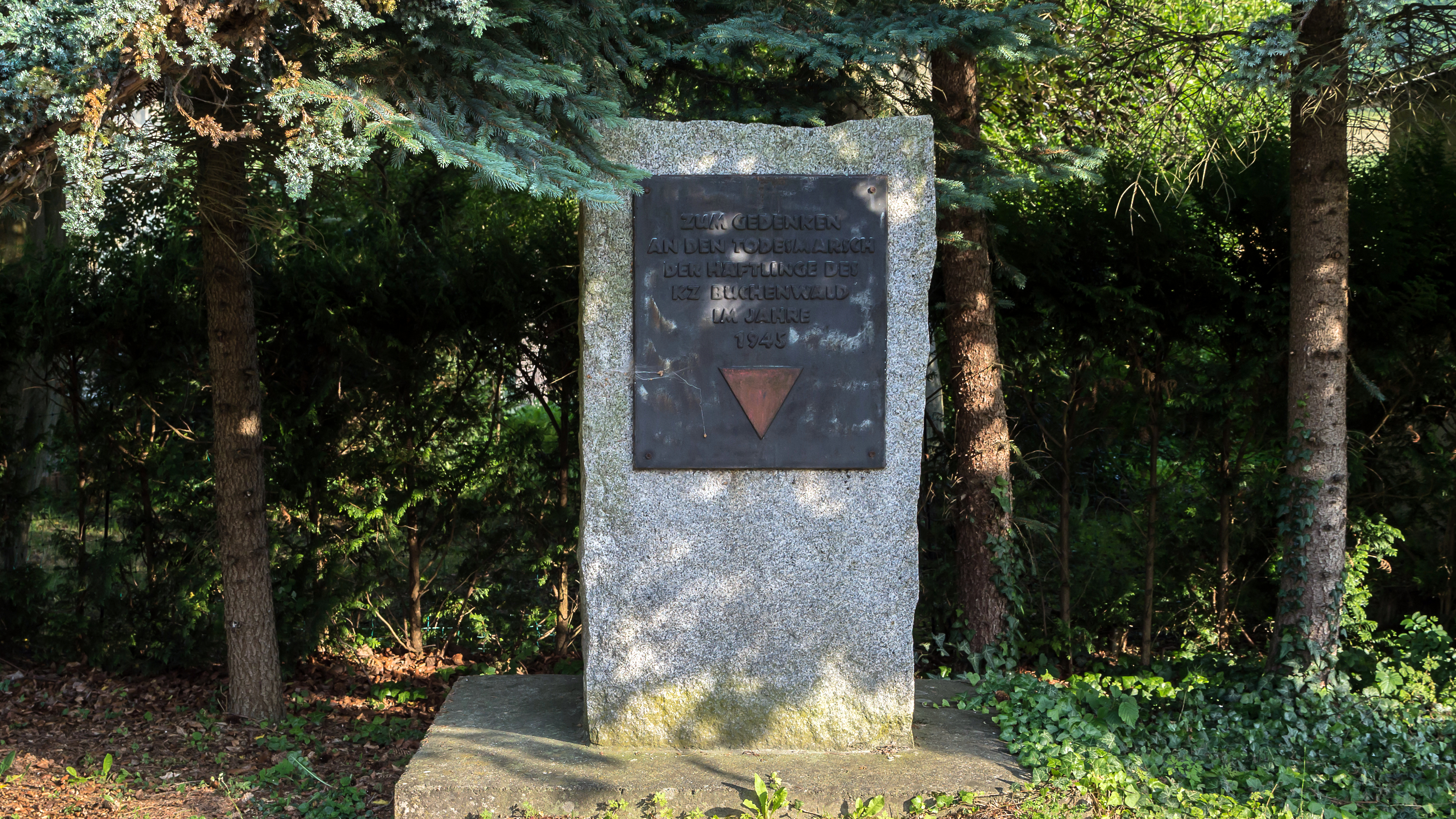
Monument omgekomen gevangenen uit KZ Buchenwald
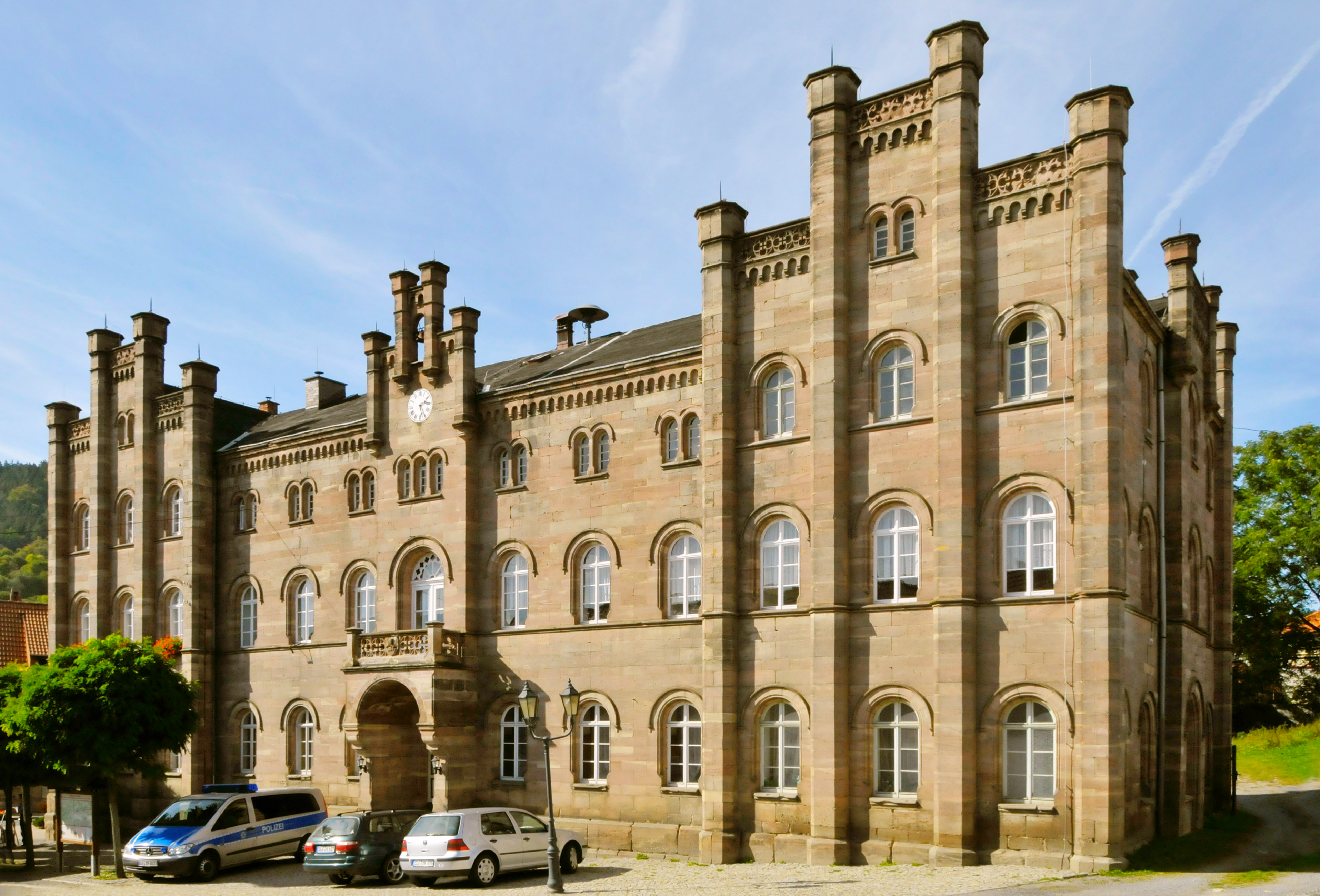
Stadhuis van Teichel (1867)
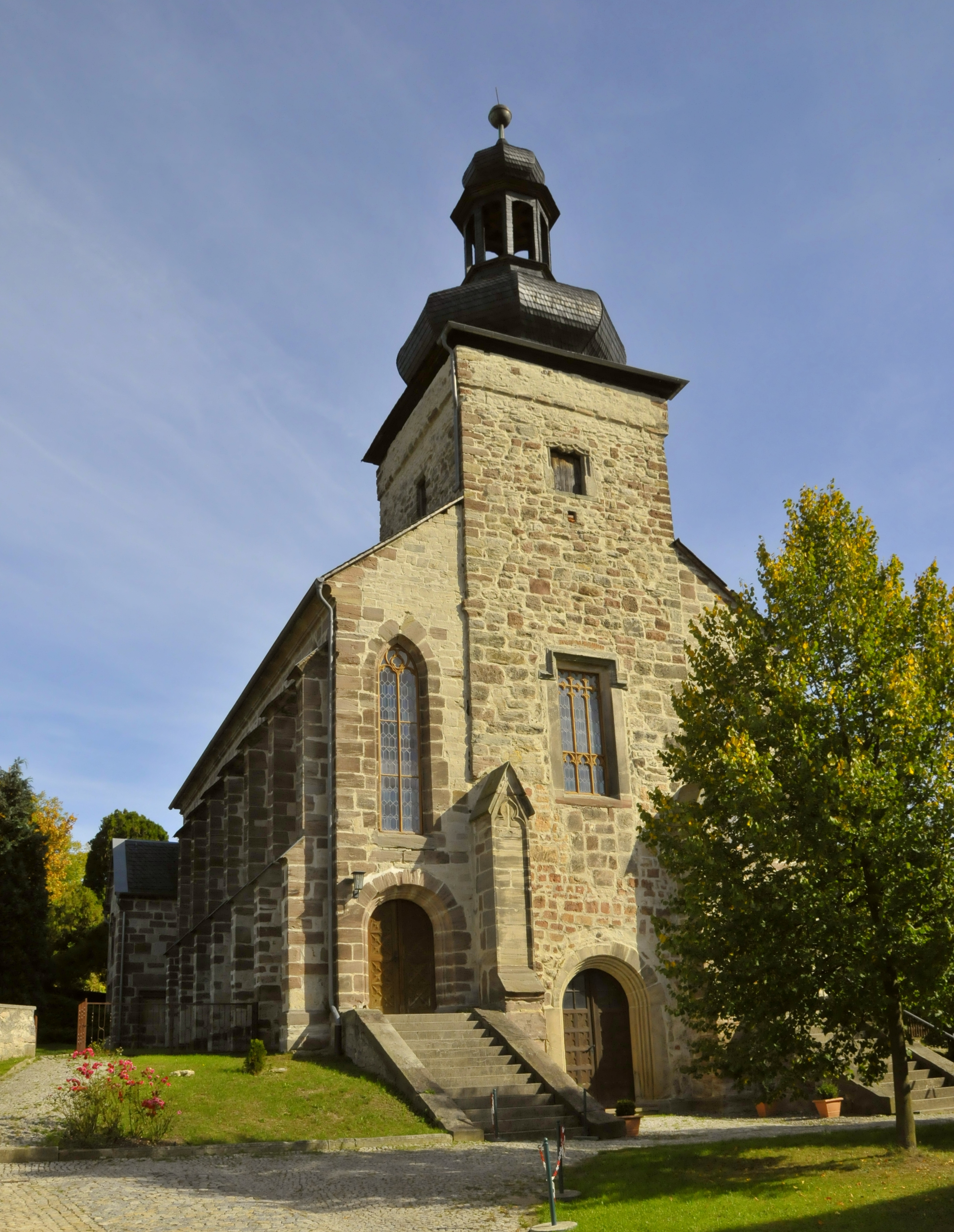
Kerk te Teichel (1448, in 1848 ingrijpend verbouwd)